# Kitty Jutbring
Anna Maria Kitty Skura Jutbring, född 8 april 1977 i Göteborg, är en svensk sångerska, DJ, radiopratare, programledare, dokusåpadeltagare samt krönikör i Punkt se (2008) och i Aftonbladet (2008 – 2010).

## Biografi
Jutbring blev rikskänd genom dokusåpan Big Brother som sändes på Kanal 5 under 2002. Därefter har hon bland annat varit med i Fångarna på fortet på TV4 och Club Goa på TV3. År 1999 vann Jutbring VeckoRevyns Mulliga Modell-tävling. Numera sjunger hon i bandet Kitty & The K, som bland annat spelade på Hultsfredsfestivalen 2005.
Kitty Jutbring är även radiopratare och var med i relationsrådet i programmet Christer i Sveriges Radio P3. Ibland hoppade hon även in som vikarie i samma program. Hon var även programledare för ungdoms-TV-programmet Hasses brorsas låtsassyrras kompis som visades på SVT. Före Hasses brorsas... var Jutbring programledare för Bobster som sändes på Barnkanalen och SVT1.
I december 2008 var hon aktuell som programledare för Sveriges Radios biståndssatsning Musikhjälpen 2008 där hon tillsammans med Henrik Torehammar och Ehsan Noroozi låstes in i ett glashus och sände live i sex dygn, utan att få tillgång till mat.
Jutbring deltog i Let's Dance 2009 på TV4. 2010 deltog hon i Vinterspelen Åre 2010 på Kanal 5, och 2011 var hon programledare för P3 Guld.
Sedan 2000 har hon spelat skivor och drivit olika klubbar runt om i Sverige, främst i Göteborg, Malmö och Stockholm.
I slutet av 2012 fick hon och sedermera maken Per Störby en dotter. I början av 2015 föddes parets andra barn, en son, och i slutet av 2018 fick de sitt tredje barn. 2012-2017 drev Jutbring också en blogg hos tidningen Mama och därefter på egen domän. 2014 var hon konferencier för Vegovision, Sveriges då största vegetariska mässa.  
2015 tog hon över som reporter i barnprogrammet Labyrint.